# Municipalità locale di Vulamehlo
La municipalità locale di Vulamehlo (in inglese Vulamehlo Local Municipality) è stata una municipalità locale del Sudafrica appartenente alla municipalità distrettuale di Ugu, nella provincia di KwaZulu-Natal. In base al censimento del 2001 la sua popolazione era di 83.045 abitanti.
Nel 2016 è stata soppressa e suddivisa tra la municipalità metropolitana di Ethekwini e la municipalità locale di uMdoni.
Il suo territorio si estendeva su una superficie di 973 km² ed era suddiviso in 10 circoscrizioni elettorali (wards). Il suo codice di distretto era KZN211.

## Geografia fisica

### Confini
La municipalità locale di Vulamehlo confinava a nord con quelle di Richmond e Mkhambathini (Umgungundlovu), a nord e a est con il municipio metropolitano di Ethekwini, a est con quella di uMdoni, a sud con quella di Umzumbe e a ovest con quella di Ubuhlebezwe (Sisonke).

### Città e comuni
- Braemar
- Cele
- Dududu
- Dumisa
- Emandleni
- Ezembeni
- Izimpethu Endlovu
- Izimpethu Zendlovu & EM
- Isimahla
- Kenterton
- Mbhele
- Mapumulo
- Mfume
- Nyuswa
- Qiko
- Sawoti
- Thoyana
- Ukuthula
- Umzinto

### Fiumi
- Fafa
- Lovu
- Mkomazi
- Mpambanyoni
- Mzinto
- Ndonyane
- Nungwane

### Dighe
- E.J. Smith Dam
- Umzinto River Dam